# Славовица (област Пазарджик)
 Тази статия е за селото в Област Пазарджик.  За другото българско село с това име вижте Славовица (Област Плевен).  
Славовица е село в Южна България. То се намира в община Септември, област Пазарджик.

## География
Село Славовица се намира в Средна гора, като землището му обхваща част от Ихтиманско-преходната планинска зона, която постепенно се издига от югозападния край на Тракийската низина към връх Еледжик. Съвременния релеф представлява накъсана, наклонена на север плиоценска заравненост с ясно изразени заоблени хълмове, прорязани от дълбоки суходолия и оврази. От западната страна се очертават ясно Янини грамади, на север е Ибров чал, на югоизток - Станкова могила, и на изток – Петруша.
Климатът на района се характеризира с особеностите на континенталната и преходно-континенталната климатична област. Зимата е мека, лятото е топло, с чести засушавания, а есента – продължителна и топла. Слънцегреенето е продължително, което е особено благоприятно за развитието на лозарството и другите земеделски култури – овощия и зеленчуци. Преобладават северозападните ветрове. Валежите падат предимно през пролетта и лятото, а снежната покривка е тънка и се задържа за кратко време през декември, януари и по-рядко през февруари и март. Село Славовица е разположено върху седловината между Янини грамади и Ибров чал. От Пазарджик отстои на 31,5 km, откъдето води асфалтирано шосе през Бошуля, Карабунар, Виноградец. През Славовица то се свързва с Горно и Долно Вършило и от там с автомагистрала Тракия при прохода Траянови врата. Удобна е връзката и откъм Септември, от където също има асфалтирано шосе. От Ветрен до Славовица има нов асфалтиран път.

## История
Славовица има древна история и богат революционен летопис. Най-старите архелогически паметници и случайни находки, открити в землището на селото и датират от I до IV век и отговарят, че по онова време тук са обитавали траките. Свидетелство за това трите могили в полето и останките от някогашната крепост на връх Петруша.
Според изследванията на проф. Иван Батаклиев днешното село е основано през XVII век. Населението намира много добри природни-климатични условия за развитие на земеделието – основен поминък за многолюдната челяд. В османски документ (съхраняван в Ориенталския отдел на Народната библиотека) от 7 юни 1845 г. село Славовица е записано с името Янък харман (Изгорял харман)

## Културни и природни забележителности
В село Славовица се намира родната къща на Александър Стамболийски, която е музей. Музейната експозиция е възстановка на уредбата на селска къща от началото на XX век. Изложени са оригинални оръдия на труда. В Славовица се намира и вилата музей на Стамболийски. Стамболийски живее и работи във вилата, която е построена през 1922 година, а след Деветоюнския преврат през 1923 година е отведен там заедно с брат му Васил, където са жестоко измъчвани и убити от група членове на ВМРО. През 2000 година вилата е опожарена до основи, заедно с много ценни документи и предмети, но в следващите години с помощта на финансирания от общината и спонсорства, историческата вила е възстановена в първоначалния си вид и отново отворена като музей. В помощната сграда на вилата, където Стамболийски е измъчван, е показана новата музейна експозиция, която е посветена на живота на Стамболийски и делата му. А в една от стаите се намира историческия надпис „Ст. 1923 г.“, който е написан от Стамболийски със собствената му кръв преди да издъхне от раните си.
В близост се намира и паметникът костница, в който се съхраняват тленните останки на Стамболийски, неговата майка Катерина и брат му Васил. И трите обекта фигурират в списъка с исторически паметници на културата от национално значение от 1968 година.
- Центърът на Славовица с Културния дом и Паметника на Александър Стамболийски
- Вила музей на Александър Стамболийски в Славовица
- Паметникът на Александър Стамболийски в Славовица
- Паметникът костница в местността Янини грамади

## Редовни събития
- Всяка година на „Сирни заговезни“ се провежда празника „Дервишов ден“.
- Всяка година на 14 юни се чества празника на селото.
- Всяка година на 23 септември се почита паметта на загиналите от селото в Септемврийското въстание.

## Личности
- Александър Стамболийски (1879 – 1923), министър-председател на Царство България
- Йосиф (р. 1942), духовник

## Други
На Славовица е наречена улица в квартал „Гоце Делчев“ в София (Карта).